# Paratrichogramma fusca
Paratrichogramma fusca är en stekelart som beskrevs av Girault 1912. Paratrichogramma fusca ingår i släktet Paratrichogramma och familjen hårstrimsteklar. Inga underarter finns listade i Catalogue of Life.